# Liste der Gemeinden in Albanien

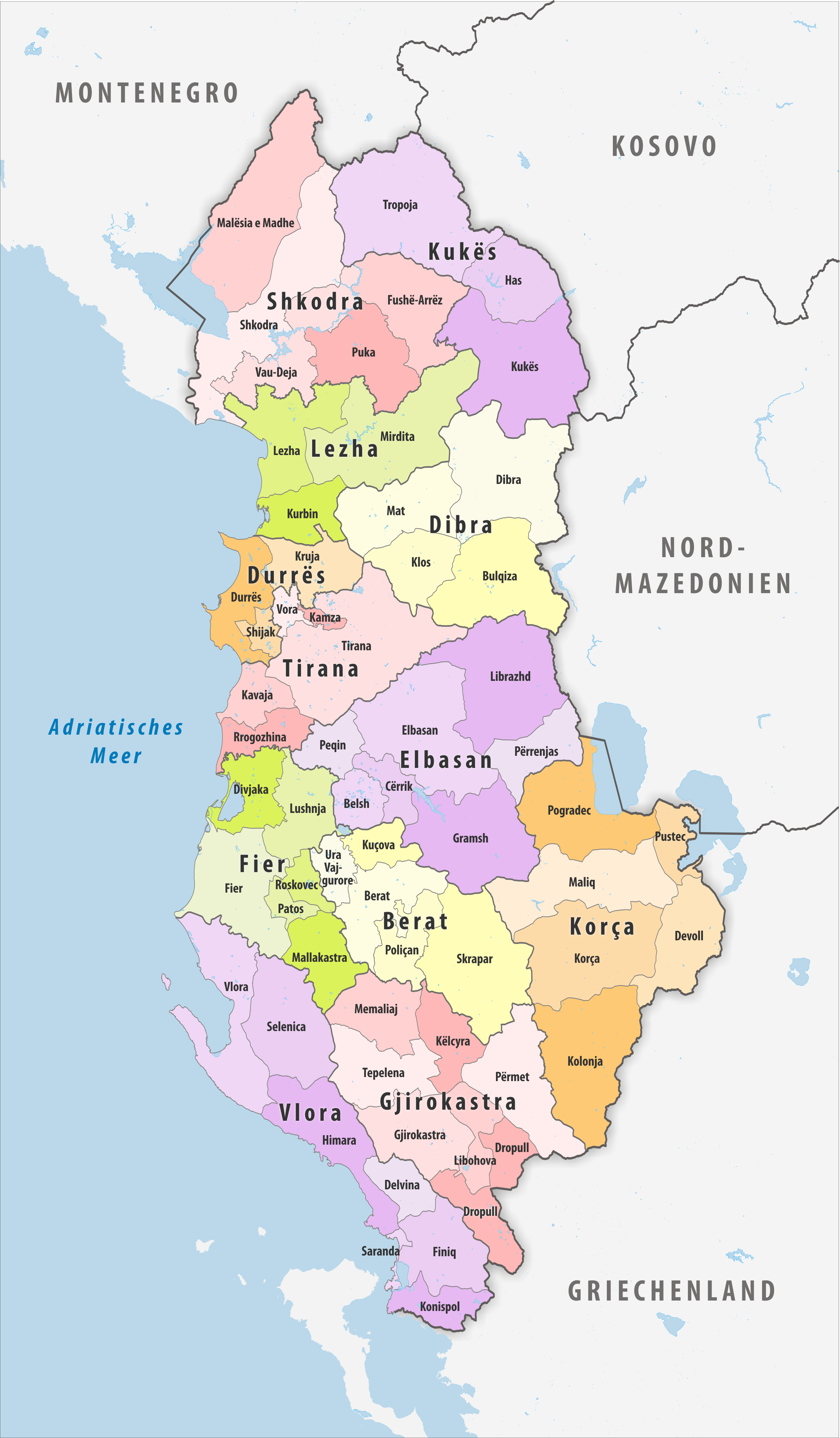
Karte Albaniens mit den 61 Gemeinden

Die Liste der Gemeinden in Albanien enthält in einem ersten Teil alle aktuellen Gemeinden (bashkia) Albaniens, und in einem zweiten Teil alle Gemeinden, die vor der Territorialreform vom Sommer 2015 bestanden.

## Gemeinden (seit 2015)
Im Sommer 2014 beschloss das Parlament eine Reform der Gemeindegliederung. Seit Sommer 2015 gibt es noch 61 Gemeinden. Die albanische Bezeichnung für die einzelne Gemeinde ist Bashkia. Bei den Kommunalwahlen vom 21. Juni 2015 wurden die Behörden für die neuen Gemeinden bestimmt (Bürgermeister und Gemeinderat), die anschließend ihre Arbeit aufnahmen und somit die neuen Gemeinden konstituierten.
| Gemeinde        | Qark        | Einwohner (2023) | Einwohner (2011) | Fläche (km2) | Alte Gemeinde(n) Njësite administrative | Ehemalige(r) Kreis(e) |
| --------------- | ----------- | ---------------- | ---------------- | ------------ | --- | --------------------- |
| Berat           | Berat       | 62.232           | 060.031          | 0379,98      | Berat, Otllak, Roshnik, Sinja, Velabisht | Berat                 |
| Kuçova          | Berat       | 31.077           | 031.262          | 0160,23      | Kozara, Kuçova, Lumas, Perond | Kuçova, Berat         |
| Poliçan         | Berat       | 8.762            | 010.953          | 0272,02      | Poliçan, Tërpan, Vërtop | Berat, Skrapar        |
| Skrapar         | Berat       | 10.750           | 012.403          | 0831,44      | Bogova, Çepan, Çorovoda, Gjerbës, Leshnja, Potom, Qendër, Vendresha, Zhepa                                                                                   | Skrapar               |
| Dimal           | Berat       | 28.135           | 027.295          | 0156,56      | Cukalat, Kutalli, Poshnja, Ura Vajgurore | Berat                 |
| Bulqiza         | Dibra       | 26.826           | 031.210          | 0678,51      | Bulqiza, Fushë Bulqiza, Gjorica, Martanesh, Ostren, Shupenza, Trebisht, Zerqan                                                                               | Bulqiza               |
| Dibra           | Dibra       | 50.775           | 061.619          | 0937,88      | Arras, Bogova, Fushë-Çidhën, Kala e Dodës, Kastriot, Lura, Luzni, Maqellara, Melan, Muhurr, Peshkopia, Qendër Tomin, Selishta, Sllova, Zall Dardha, Zall Reç | Dibra                 |
| Klos            | Dibra       | 12.172           | 016.618          | 0357,48      | Gurra, Klos, Suç, Xibra | Mat                   |
| Mat             | Dibra       | 17.405           | 027.600          | 0493,50      | Baz, Burrel, Derjan, Komës, Lis, Macukull, Rukaj, Ulza | Mat                   |
| Durrës          | Durrës      | 153.614          | 175.110          | 0338,30      | Durrës, Ishëm, Katundi i ri, Manza, Rrashbull, Sukth | Durrës                |
| Kruja           | Durrës      | 51.191           | 059.814          | 0339,02      | Bubq, Cudh, Fushë-Kruja, Kodër Thumana, Kruja, Nikël | Kruja                 |
| Shijak          | Durrës      | 22.058           | 027.861          | 0092,19      | Gjepalaj, Maminas, Shijak, Xhafzotaj | Durrës                |
| Belsh           | Elbasan     | 17.123           | 019.503          | 0196,44      | Belsh, Fierza, Grekan, Kajan, Rrasa0 | Elbasan               |
| Cërrik          | Elbasan     | 25.163           | 027.445          | 0189,65      | Cërrik, Gostima, Klos, Mollas, Shalës | Elbasan               |
| Elbasan         | Elbasan     | 115.101          | 141.714          | 0872,030     | Bradashesh, Elbasan, Funar, Gjergjan, Gjinar, Gracen, Fushë-Labinot, Mal-Labinot, Papër, Shirgjan, Shushica, Tregan, Zavalina                                | Elbasan               |
| Gramsh          | Elbasan     | 16.533           | 024.231          | 0739,22      | Gramsh, Kodovjat, Kukur, Kushova, Lenias, Pishaj, Poroçan, Skënderbegas, Sult, Tunja                                                                         | Gramsh                |
| Librazhd        | Elbasan     | 23.312           | 031.892          | 0793,36      | Hotolisht, Librazhd, Lunik, Orenja, Polis, Qendër-Librazhd, Stëbleva                                                                                         | Librazhd0             |
| Përrenjas       | Elbasan     | 18.768           | 024.906          | 0322,95      | Përrenjas, Qukës, Rrajca, Stravaj | Librazhd              |
| Peqin           | Elbasan     | 16.580           | 026.136          | 0179,79      | Gjoçaj, Karina, Pajova, Peqin, Përparim, Sheza | Peqin                 |
| Fier            | Fier        | 101.963          | 120.655          | 0619,90      | Cakran, Dërmenas, Fier, Frakull, Levan, Libofsha, Mbrostar, Portëz, Qënder, Topoja                                                                           | Fier                  |
| Divjaka         | Fier        | 24.882           | 034.254          | 0309,58      | Divjaka, Grabjan, Gradishta, Rremas, Tërbuf | Lushnja               |
| Lushnja         | Fier        | 63.135           | 083.659          | 0372,72      | Allkaj, Ballagat, Bubullima, Dushk, Fier Shegan, Golem, Hysgjokaj, Karbunara, Kolonja, Krutja, Lushnja0                                                      | Lushnja               |
| Mallakastra     | Fier        | 15.838           | 025.062          | 0329,19      | Aranitas, Ballsh, Fratar, Greshica, Hekal, Kuta, Ngraçan, Qendër Dukas, Selita                                                                               | Mallakastra           |
| Patos           | Fier        | 18.227           | 022.959          | 0082,55      | Patos, Ruzhdija, Zharëz | Fier                  |
| Roskovec        | Fier        | 16.332           | 021.742          | 0118,01      | Kuman, Kurjan, Roskovec, Struma | Fier                  |
| Dropull         | Gjirokastra | 8.259            | 03.503           | 0466,67      | Dropull i poshtëm, Dropull i sipërm, Pogon | Gjirokastra           |
| Gjirokastra     | Gjirokastra | 23.270           | 028.673          | 0469,25      | Antigoneja, Cepo, Gjirokastra, Lazarat, Lunxhëri, Odria, Picar                                                                                               | Gjirokastra           |
| Këlcyra         | Gjirokastra | 4.400            | 06.113           | 0304,65      | Ballaban, Dishnica, Këlcyra, Suka | Përmet                |
| Libohova        | Gjirokastra | 2.765            | 03.667           | 0248,24      | Libohova, Qënder, Zagoria0 | Gjirokastra           |
| Memaliaj        | Gjirokastra | 6.578            | 010.657          | 0372,07      | Buz, Fshat Memaliaj, Krahës, Memaliaj, Qesarat | Tepelena              |
| Përmet          | Gjirokastra | 7.980            | 010.614          | 0601,95      | Çarçova, Frashër, Përmet, Petran, Qendër Piskova | Përmet                |
| Tepelena        | Gjirokastra | 6.761            | 08.949           | 0431,24      | Kurvelesh, Lopës, Qendër, Tepelena | Tepelena              |
| Devoll          | Korça       | 25.897           | 026.716          | 0453,27      | Bilisht, Hoçisht, Miras, Progër, Qendër Bilisht | Devoll                |
| Kolonja         | Korça       | 7.519            | 011.070          | 0864,06      | Barmash, Çlirim, Erseka, Leskovik, Mollas, Novosela, Qendër Erseka, Qendër Leskovik                                                                          | Kolonja               |
| Korça           | Korça       | 60.754           | 075.994          | 0805,99      | Drenova, Korça, Lekas, Mollaj, Qendër Bulgarec, Vithkuq, Voskop, Voskopoja                                                                                   | Korça                 |
| Maliq           | Korça       | 31.008           | 041.757          | 0656,34      | Gora, Libonik, Maliq, Moglica, Pirg, Pojan, Vreshtas | Korça                 |
| Pogradec        | Korça       | 46.070           | 061.530          | 0548,77      | Buçimas, Çërrava, Dardhas, Pogradec, Proptisht, Trebinja, Velçan, Udenisht                                                                                   | Pogradec              |
| Pustec          | Korça       | 1.843            | 03.290           | 0198,68      | Pustec | Korça                 |
| Has             | Kukës       | 11.684           | 016.790          | 0399,62      | Fajza, Gjinaj, Golaj, Kruma | Has                   |
| Kukës           | Kukës       | 36.125           | 047.985          | 0933,86      | Arrën, Bicaj, Bushtrica, Grykë-Çaja, Kalis, Kolsh, Kukës, Malzi, Shishtavec, Shtiqën, Surroj, Tërthor, Topojan, Ujëmisht, Zapod                              | Kukës                 |
| Tropoja         | Kukës       | 14.189           | 020.517          | 1057,30      | Bajram Curr, Bujan, Bytyç, Fierza, Lekbibaj, Llugaj, Margegaj, Tropoja                                                                                       | Tropoja               |
| Kurbin          | Lezha       | 34.405           | 046.291          | 0269,03      | Fushë-Kuqja, Laç, Mamurras, Milot | Kurbin                |
| Lezha           | Lezha       | 51.354           | 065.633          | 0509,10      | Balldren i ri, Blinisht, Dajç, Kallmet, Kolsh, Lezha, Shëngjin, Shënkoll, Ungrej, Zejmen                                                                     | Lezha                 |
| Mirdita         | Lezha       | 13.625           | 022.103          | 0869,71      | Fan, Kaçinar, Kthella, Orosh, Rrëshen, Rubik, Selita | Mirdita               |
| Fushë-Arrëz     | Shkodra     | 4.878            | 07.405           | 0540,42      | Blerim, Fierza, Fushë-Arrëz, Iballa, Qafë Mal | Puka                  |
| Malësia e Madhe | Shkodra     | 21.684           | 030.823          | 0951,01      | Gruemira, Kastrat, Kelmend, Koplik, Qendër, Shkrel | Malësia e Madhe       |
| Puka            | Shkodra     | 6.222            | 011.069          | 0505,53      | Gjegjan, Puka, Qelëz, Qerret, Rrapa | Puka                  |
| Shkodra         | Shkodra     | 102.434          | 135.612          | 0872,71      | Ana Malit, Bërdica, Dajç, Guri i zi, Postriba, Pult, Rrethina, Shala, Shkodra, Shosh, Velipoja                                                               | Shkodra               |
| Vau-Deja        | Shkodra     | 19.261           | 030.438          | 0499,09      | Bushat, Hajmel, Shllak, Temal, Vau-Deja, Vig-Mnela | Shkodra               |
| Kamza           | Tirana      | 96.137           | 104.190          | 0037,18      | Kamza, Paskuqan | Tirana                |
| Kavaja          | Tirana      | 30.012           | 040.094          | 0198,81      | Golem, Helmës, Kavaja, Luz i vogël, Synej | Kavaja                |
| Rrogozhina      | Tirana      | 12.567           | 022.148          | 0223,50      | Gosa, Kryevidh, Lekaj, Rrogozhina, Sinaballaj | Kavaja                |
| Tirana          | Tirana      | 598.176          | 557.422          | 1110,03      | Baldushk, Bërzhita, Dajt, Farka, Kashar, Krraba, Ndroq, Petrela, Peza, Shëngjergj, Tirana, Vaqarr, Zall-Bastar, Zall-Herr                                    | Tirana                |
| Vora            | Tirana      | 21.621           | 025.511          | 0082,72      | Bërxull, Preza, Vora | Tirana                |
| Delvina         | Vlora       | 6.166            | 07.598           | 0182,90      | Delvina, Vergo | Delvina               |
| Finiq           | Vlora       | 11.413           | 010.529          | 0441,20      | Aliko, Finiq, Livadhja, Mesopotam, Dhivër | Delvina, Saranda      |
| Himara          | Vlora       | 8.328            | 07.818           | 0571,94      | Himara, Horë-Vranisht, Lukova | Vlora, Saranda        |
| Konispol        | Vlora       | 4.898            | 08.245           | 0221,88      | Konispol, Markat, Xarra | Saranda               |
| Saranda         | Vlora       | 22.613           | 020.227          | 0058,96      | Ksamil, Saranda | Saranda               |
| Selenica        | Vlora       | 9.580            | 016.396          | 0561,24      | Armen, Brataj, Kota, Selenica, Sevaster, Vllahina | Vlora                 |
| Vlora           | Vlora       | 83.683           | 104.827          | 0616,85      | Novosela, Orikum, Qendër, Shushica, Vlora | Vlora                 |

## Alte Gemeinden (vor Reform)
Albanien war vor der Territorialreform im Sommer 2015 in zwölf Qarke und in 36 Kreise (Rrethe) untergliedert, die unterste Verwaltungsebene bildeten die 373 Gemeinden. Städtische Gemeinden wurden Bashkia genannt. Ländliche Gemeinden hießen Komuna. Heute bilden die alten Gemeinden die administrativen Verwaltungseinheiten der neuen Bashkie.

### Qark Berat
| Alte Gemeinde | Art     | Veränderung      | neue Gemeinde ab Sommer 2015 |
| ------------- | ------- | ---------------- | ---------------------------- |
| Berat         | Bashkia | bleibt           | Berat                        |
| Cukalat       | Komuna  | eingegliedert zu | Dimal                        |
| Kutalli       | Komuna  | eingegliedert zu | Dimal                        |
| Lumas         | Komuna  | eingegliedert zu | Kuçova                       |
| Otllak        | Komuna  | eingegliedert zu | Berat                        |
| Poshnja       | Komuna  | eingegliedert zu | Dimal                        |
| Roshnik       | Komuna  | eingegliedert zu | Berat                        |
| Sinja         | Komuna  | eingegliedert zu | Berat                        |
| Tërpan        | Komuna  | eingegliedert zu | Poliçan                      |
| Ura Vajgurore | Bashkia | bleibt           | Dimal                        |
| Velabisht     | Komuna  | eingegliedert zu | Berat                        |
| Vërtop        | Komuna  | eingegliedert zu | Poliçan                      |

| Alte Gemeinde | Art     | Veränderung      | neue Gemeinde ab Sommer 2015 |
| ------------- | ------- | ---------------- | ---------------------------- |
| Kozara        | Komuna  | eingegliedert zu | Kuçova                       |
| Kuçova        | Bashkia | bleibt           | Kuçova                       |
| Perond        | Komuna  | eingegliedert zu | Kuçova                       |

| Alte Gemeinde    | Art     | Veränderung      | neue Gemeinde ab Sommer 2015 |
| ---------------- | ------- | ---------------- | ---------------------------- |
| Bogova           | Komuna  | eingegliedert zu | Skrapar                      |
| Çepan            | Komuna  | eingegliedert zu | Skrapar                      |
| Çorovoda         | Bashkia | umbenannt in     | Skrapar                      |
| Gjerbës          | Komuna  | eingegliedert zu | Skrapar                      |
| Leshnja          | Komuna  | eingegliedert zu | Skrapar                      |
| Poliçan          | Bashkia | bleibt           | Poliçan                      |
| Potom            | Komuna  | eingegliedert zu | Skrapar                      |
| Qendër (Skrapar) | Komuna  | eingegliedert zu | Skrapar                      |
| Vendresha        | Komuna  | eingegliedert zu | Skrapar                      |
| Zhepa            | Komuna  | eingegliedert zu | Skrapar                      |

### Qark Dibra
| Alte Gemeinde | Art     | Veränderung      | neue Gemeinde ab Sommer 2015 |
| ------------- | ------- | ---------------- | ---------------------------- |
| Bulqiza       | Bashkia | bleibt           | Bulqiza                      |
| Fushë-Bulqiza | Komuna  | eingegliedert zu | Bulqiza                      |
| Gjorica       | Komuna  | eingegliedert zu | Bulqiza                      |
| Martanesh     | Komuna  | eingegliedert zu | Bulqiza                      |
| Ostren        | Komuna  | eingegliedert zu | Bulqiza                      |
| Shupenza      | Komuna  | eingegliedert zu | Bulqiza                      |
| Trebisht      | Komuna  | eingegliedert zu | Bulqiza                      |
| Zerqan        | Komuna  | eingegliedert zu | Bulqiza                      |

| Alte Gemeinde | Art     | Veränderung      | neue Gemeinde ab Sommer 2015 |
| ------------- | ------- | ---------------- | ---------------------------- |
| Arras         | Komuna  | eingegliedert zu | Dibra                        |
| Bogova        | Komuna  | eingegliedert zu | Dibra                        |
| Fushë-Çidhën  | Komuna  | eingegliedert zu | Dibra                        |
| Kala e Dodës  | Komuna  | eingegliedert zu | Dibra                        |
| Kastriot      | Komuna  | eingegliedert zu | Dibra                        |
| Lura          | Komuna  | eingegliedert zu | Dibra                        |
| Luzni         | Komuna  | eingegliedert zu | Dibra                        |
| Maqellara     | Komuna  | eingegliedert zu | Dibra                        |
| Melan         | Komuna  | eingegliedert zu | Dibra                        |
| Muhurr        | Komuna  | eingegliedert zu | Dibra                        |
| Peshkopia     | Bashkia | umbenannt in     | Dibra                        |
| Qendër Tomin  | Komuna  | eingegliedert zu | Dibra                        |
| Selishta      | Komuna  | eingegliedert zu | Dibra                        |
| Sllova        | Komuna  | eingegliedert zu | Dibra                        |
| Zall Dardha   | Komuna  | eingegliedert zu | Dibra                        |
| Zall Reç      | Komuna  | eingegliedert zu | Dibra                        |

| Alte Gemeinde | Art     | Veränderung      | neue Gemeinde ab Sommer 2015 |
| ------------- | ------- | ---------------- | ---------------------------- |
| Baz           | Komuna  | eingegliedert zu | Mat                          |
| Burrel        | Bashkia | umbenannt in     | Mat                          |
| Derjan        | Komuna  | eingegliedert zu | Mat                          |
| Gurra         | Komuna  | eingegliedert zu | Klos                         |
| Klos          | Bashkia | bleibt           | Klos                         |
| Komës         | Komuna  | eingegliedert zu | Mat                          |
| Lis           | Komuna  | eingegliedert zu | Mat                          |
| Macukull      | Komuna  | eingegliedert zu | Mat                          |
| Rukaj         | Komuna  | eingegliedert zu | Mat                          |
| Suç           | Komuna  | eingegliedert zu | Klos                         |
| Ulza          | Komuna  | eingegliedert zu | Mat                          |
| Xibra         | Komuna  | eingegliedert zu | Klos                         |

### Qark Durrës
| Alte Gemeinde | Art     | Veränderung      | neue Gemeinde ab Sommer 2015 |
| ------------- | ------- | ---------------- | ---------------------------- |
| Durrës        | Bashkia | bleibt           | Durrës                       |
| Gjepalaj      | Komuna  | eingegliedert zu | Shijak                       |
| Ishëm         | Komuna  | eingegliedert zu | Durrës                       |
| Katundi i ri  | Komuna  | eingegliedert zu | Durrës                       |
| Maminas       | Komuna  | eingegliedert zu | Shijak                       |
| Manza         | Bashkia | eingegliedert zu | Durrës                       |
| Rrashbull     | Komuna  | eingegliedert zu | Durrës                       |
| Sukth         | Bashkia | eingegliedert zu | Durrës                       |
| Shijak        | Bashkia | bleibt           | Shijak                       |
| Xhafzotaj     | Komuna  | eingegliedert zu | Shijak                       |

| Alte Gemeinde | Art     | Veränderung      | neue Gemeinde ab Sommer 2015 |
| ------------- | ------- | ---------------- | ---------------------------- |
| Kruja         | Bashkia | bleibt           | Kruja                        |
| Fushë-Kruja   | Bashkia | eingegliedert zu | Kruja                        |
| Bubq          | Komuna  | eingegliedert zu | Kruja                        |
| Cudh          | Komuna  | eingegliedert zu | Kruja                        |
| Nikël         | Komuna  | eingegliedert zu | Kruja                        |
| Kodër Thumana | Komuna  | eingegliedert zu | Kruja                        |

### Qark Elbasan
| Alte Gemeinde | Art     | Veränderung      | neue Gemeinde ab Sommer 2015 |
| ------------- | ------- | ---------------- | ---------------------------- |
| Belsh         | Bashkia | bleibt           | Belsh                        |
| Bradashesh    | Komuna  | eingegliedert zu | Elbasan                      |
| Cërrik        | Bashkia | bleibt           | Cërrik                       |
| Elbasan       | Bashkia | bleibt           | Elbasan                      |
| Fierza        | Komuna  | eingegliedert zu | Belsh                        |
| Funar         | Komuna  | eingegliedert zu | Elbasan                      |
| Gjergjan      | Komuna  | eingegliedert zu | Elbasan                      |
| Gjinar        | Komuna  | eingegliedert zu | Elbasan                      |
| Gostima       | Komuna  | eingegliedert zu | Cërrik                       |
| Gracen        | Komuna  | eingegliedert zu | Elbasan                      |
| Grekan        | Komuna  | eingegliedert zu | Belsh                        |
| Kajan         | Komuna  | eingegliedert zu | Belsh                        |
| Klos          | Komuna  | eingegliedert zu | Cërrik                       |
| Fushë-Labinot | Komuna  | eingegliedert zu | Elbasan                      |
| Mal-Labinot   | Komuna  | eingegliedert zu | Elbasan                      |
| Mollas        | Komuna  | eingegliedert zu | Cërrik                       |
| Papër         | Komuna  | eingegliedert zu | Elbasan                      |
| Rrasa         | Komuna  | eingegliedert zu | Belsh                        |
| Shalës        | Komuna  | eingegliedert zu | Cërrik                       |
| Shirgjan      | Komuna  | eingegliedert zu | Elbasan                      |
| Shushica      | Komuna  | eingegliedert zu | Elbasan                      |
| Tregan        | Komuna  | eingegliedert zu | Elbasan                      |
| Zavalina      | Komuna  | eingegliedert zu | Elbasan                      |

| Alte Gemeinde | Art     | Veränderung      | neue Gemeinde ab Sommer 2015 |
| ------------- | ------- | ---------------- | ---------------------------- |
| Gramsh        | Bashkia | bleibt           | Gramsh                       |
| Kodovjat      | Komuna  | eingegliedert zu | Gramsh                       |
| Kukur         | Komuna  | eingegliedert zu | Gramsh                       |
| Kushova       | Komuna  | eingegliedert zu | Gramsh                       |
| Lenias        | Komuna  | eingegliedert zu | Gramsh                       |
| Pishaj        | Komuna  | eingegliedert zu | Gramsh                       |
| Poroçan       | Komuna  | eingegliedert zu | Gramsh                       |
| Skënderbegas  | Komuna  | eingegliedert zu | Gramsh                       |
| Sult          | Komuna  | eingegliedert zu | Gramsh                       |
| Tunja         | Komuna  | eingegliedert zu | Gramsh                       |

| Alte Gemeinde   | Art     | Veränderung      | neue Gemeinde ab Sommer 2015 |
| --------------- | ------- | ---------------- | ---------------------------- |
| Hotolisht       | Komuna  | eingegliedert zu | Librazhd                     |
| Librazhd        | Bashkia | bleibt           | Librazhd                     |
| Lunik           | Komuna  | eingegliedert zu | Librazhd                     |
| Orenja          | Komuna  | eingegliedert zu | Librazhd                     |
| Qendër-Librazhd | Komuna  | eingegliedert zu | Librazhd                     |
| Përrenjas       | Bashkia | bleibt           | Përrenjas                    |
| Polis           | Komuna  | eingegliedert zu | Librazhd                     |
| Qukës           | Komuna  | eingegliedert zu | Përrenjas                    |
| Rrajca          | Komuna  | eingegliedert zu | Përrenjas                    |
| Stravaj         | Komuna  | eingegliedert zu | Përrenjas                    |
| Stëbleva        | Komuna  | eingegliedert zu | Librazhd                     |

| Alte Gemeinde | Art     | Veränderung      | neue Gemeinde ab Sommer 2015 |
| ------------- | ------- | ---------------- | ---------------------------- |
| Gjoçaj        | Komuna  | eingegliedert zu | Peqin                        |
| Karina        | Komuna  | eingegliedert zu | Peqin                        |
| Pajova        | Komuna  | eingegliedert zu | Peqin                        |
| Peqin         | Bashkia | bleibt           | Peqin                        |
| Përparim      | Komuna  | eingegliedert zu | Peqin                        |
| Sheza         | Komuna  | eingegliedert zu | Peqin                        |

### Qark Fier
| Alte Gemeinde | Art     | Veränderung      | neue Gemeinde ab Sommer 2015 |
| ------------- | ------- | ---------------- | ---------------------------- |
| Cakran        | Komuna  | eingegliedert zu | Fier                         |
| Dërmenas      | Komuna  | eingegliedert zu | Fier                         |
| Fier          | Bashkia | bleibt           | Fier                         |
| Frakull       | Komuna  | eingegliedert zu | Fier                         |
| Kuman         | Komuna  | eingegliedert zu | Roskovec                     |
| Kurjan        | Komuna  | eingegliedert zu | Roskovec                     |
| Levan         | Komuna  | eingegliedert zu | Fier                         |
| Libofsha      | Komuna  | eingegliedert zu | Fier                         |
| Mbrostar      | Komuna  | eingegliedert zu | Fier                         |
| Patos         | Bashkia | bleibt           | Patos                        |
| Portëz        | Komuna  | eingegliedert zu | Fier                         |
| Qënder        | Komuna  | eingegliedert zu | Fier                         |
| Roskovec      | Bashkia | bleibt           | Roskovec                     |
| Ruzhdija      | Komuna  | eingegliedert zu | Patos                        |
| Struma        | Komuna  | eingegliedert zu | Roskovec                     |
| Topoja        | Komuna  | eingegliedert zu | Fier                         |
| Zharëz        | Komuna  | eingegliedert zu | Patos                        |

| Alte Gemeinde | Art     | Veränderung      | neue Gemeinde ab Sommer 2015 |
| ------------- | ------- | ---------------- | ---------------------------- |
| Allkaj        | Komuna  | eingegliedert zu | Lushnja                      |
| Ballagat      | Komuna  | eingegliedert zu | Lushnja                      |
| Bubullima     | Komuna  | eingegliedert zu | Lushnja                      |
| Divjaka       | Bashkia | bleibt           | Divjaka                      |
| Dushk         | Komuna  | eingegliedert zu | Lushnja                      |
| Fier Shegan   | Komuna  | eingegliedert zu | Lushnja                      |
| Golem         | Komuna  | eingegliedert zu | Lushnja                      |
| Grabjan       | Komuna  | eingegliedert zu | Divjaka                      |
| Gradishta     | Komuna  | eingegliedert zu | Divjaka                      |
| Hysgjokaj     | Komuna  | eingegliedert zu | Lushnja                      |
| Karbunara     | Komuna  | eingegliedert zu | Lushnja                      |
| Kolonja       | Komuna  | eingegliedert zu | Lushnja                      |
| Krutja        | Komuna  | eingegliedert zu | Lushnja                      |
| Lushnja       | Bashkia | bleibt           | Lushnja                      |
| Remas         | Komuna  | eingegliedert zu | Divjaka                      |
| Tërbuf        | Komuna  | eingegliedert zu | Divjaka                      |

| Alte Gemeinde | Art     | Veränderung      | neue Gemeinde ab Sommer 2015 |
| ------------- | ------- | ---------------- | ---------------------------- |
| Aranitas      | Komuna  | eingegliedert zu | Mallakastra                  |
| Ballsh        | Bashkia | umbenannt in     | Mallakastra                  |
| Fratar        | Komuna  | eingegliedert zu | Mallakastra                  |
| Greshica      | Komuna  | eingegliedert zu | Mallakastra                  |
| Hekal         | Komuna  | eingegliedert zu | Mallakastra                  |
| Kuta          | Komuna  | eingegliedert zu | Mallakastra                  |
| Ngraçan       | Komuna  | eingegliedert zu | Mallakastra                  |
| Qendër Dukas  | Komuna  | eingegliedert zu | Mallakastra                  |
| Selita        | Komuna  | eingegliedert zu | Mallakastra                  |

### Qark Gjirokastra
| Alte Gemeinde     | Art     | Veränderung      | neue Gemeinde ab Sommer 2015 |
| ----------------- | ------- | ---------------- | ---------------------------- |
| Antigoneja        | Komuna  | eingegliedert zu | Gjirokastra                  |
| Cepo              | Komuna  | eingegliedert zu | Gjirokastra                  |
| Dropull i Poshtëm | Komuna  | eingegliedert zu | Dropull                      |
| Dropull i Sipërm  | Komuna  | eingegliedert zu | Dropull                      |
| Gjirokastra       | Bashkia | bleibt           | Gjirokastra                  |
| Lazarat           | Komuna  | eingegliedert zu | Gjirokastra                  |
| Libohova          | Bashkia | bleibt           | Libohova                     |
| Lunxhëri          | Komuna  | eingegliedert zu | Gjirokastra                  |
| Odria             | Komuna  | eingegliedert zu | Gjirokastra                  |
| Picar             | Komuna  | eingegliedert zu | Gjirokastra                  |
| Pogon             | Komuna  | eingegliedert zu | Dropull                      |
| Qendër Libohova   | Komuna  | eingegliedert zu | Libohova                     |
| Zagorie           | Komuna  | eingegliedert zu | Libohova                     |

| Alte Gemeinde  | Art     | Veränderung      | neue Gemeinde ab Sommer 2015 |
| -------------- | ------- | ---------------- | ---------------------------- |
| Ballaban       | Komuna  | eingegliedert zu | Këlcyra                      |
| Çarçova        | Komuna  | eingegliedert zu | Përmet                       |
| Dishnica       | Komuna  | eingegliedert zu | Këlcyra                      |
| Frashër        | Komuna  | eingegliedert zu | Përmet                       |
| Këlcyra        | Bashkia | bleibt           | Këlcyra                      |
| Përmet         | Bashkia | bleibt           | Përmet                       |
| Petran         | Komuna  | eingegliedert zu | Përmet                       |
| Qendër Piskova | Komuna  | eingegliedert zu | Përmet                       |
| Suka           | Komuna  | eingegliedert zu | Këlcyra                      |

| Alte Gemeinde   | Art     | Veränderung      | neue Gemeinde ab Sommer 2015 |
| --------------- | ------- | ---------------- | ---------------------------- |
| Buz             | Komuna  | eingegliedert zu | Memaliaj                     |
| Fshat Memaliaj  | Komuna  | eingegliedert zu | Memaliaj                     |
| Krahës          | Komuna  | eingegliedert zu | Memaliaj                     |
| Kurvelesh       | Komuna  | eingegliedert zu | Tepelena                     |
| Lopës           | Komuna  | eingegliedert zu | Tepelena                     |
| Luftinja        | Komuna  | eingegliedert zu | Memaliaj                     |
| Memaliaj        | Bashkia | bleibt           | Memaliaj                     |
| Qendër Tepelena | Komuna  | eingegliedert zu | Tepelena                     |
| Qesarat         | Komuna  | eingegliedert zu | Memaliaj                     |
| Tepelena        | Bashkia | bleibt           | Tepelena                     |

### Qark Korça
| Alte Gemeinde  | Art     | Veränderung      | neue Gemeinde ab Sommer 2015 |
| -------------- | ------- | ---------------- | ---------------------------- |
| Bilisht        | Bashkia | umbenannt in     | Devoll                       |
| Hoçisht        | Komuna  | eingegliedert zu | Devoll                       |
| Miras          | Komuna  | eingegliedert zu | Devoll                       |
| Progër         | Komuna  | eingegliedert zu | Devoll                       |
| Qendër Bilisht | Komuna  | eingegliedert zu | Devoll                       |

| Alte Gemeinde   | Art     | Veränderung      | neue Gemeinde ab Sommer 2015 |
| --------------- | ------- | ---------------- | ---------------------------- |
| Barmash         | Komuna  | eingegliedert zu | Kolonja                      |
| Çlirim          | Komuna  | eingegliedert zu | Kolonja                      |
| Erseka          | Bashkia | umbenannt in     | Kolonja                      |
| Leskovik        | Bashkia | eingegliedert zu | Kolonja                      |
| Mollas          | Komuna  | eingegliedert zu | Kolonja                      |
| Novosela        | Komuna  | eingegliedert zu | Kolonja                      |
| Qendër Erseka   | Komuna  | eingegliedert zu | Kolonja                      |
| Qendër Leskovik | Komuna  | eingegliedert zu | Kolonja                      |

| Alte Gemeinde   | Art     | Veränderung      | neue Gemeinde ab Sommer 2015 |
| --------------- | ------- | ---------------- | ---------------------------- |
| Drenova         | Komuna  | eingegliedert zu | Korça                        |
| Gora            | Komuna  | eingegliedert zu | Maliq                        |
| Korça           | Bashkia | bleibt           | Korça                        |
| Lekas           | Komuna  | eingegliedert zu | Korça                        |
| Libonik         | Komuna  | eingegliedert zu | Maliq                        |
| Maliq           | Bashkia | bleibt           | Maliq                        |
| Moglica         | Komuna  | eingegliedert zu | Maliq                        |
| Mollaj          | Komuna  | eingegliedert zu | Korça                        |
| Pirg            | Komuna  | eingegliedert zu | Maliq                        |
| Pojan           | Komuna  | eingegliedert zu | Maliq                        |
| Pustec          | Komuna  | bleibt           | Pustec                       |
| Qendër Bulgarec | Komuna  | eingegliedert zu | Korça                        |
| Vithkuq         | Komuna  | eingegliedert zu | Korça                        |
| Voskop          | Komuna  | eingegliedert zu | Korça                        |
| Voskopoja       | Komuna  | eingegliedert zu | Korça                        |
| Vreshtas        | Komuna  | eingegliedert zu | Maliq                        |

| Alte Gemeinde | Art     | Veränderung      | neue Gemeinde ab Sommer 2015 |
| ------------- | ------- | ---------------- | ---------------------------- |
| Buçimas       | Komuna  | eingegliedert zu | Pogradec                     |
| Çërrava       | Komuna  | eingegliedert zu | Pogradec                     |
| Dardhas       | Komuna  | eingegliedert zu | Pogradec                     |
| Pogradec      | Bashkia | bleibt           | Pogradec                     |
| Proptisht     | Komuna  | eingegliedert zu | Pogradec                     |
| Trebinja      | Komuna  | eingegliedert zu | Pogradec                     |
| Velçan        | Komuna  | eingegliedert zu | Pogradec                     |
| Udenisht      | Komuna  | eingegliedert zu | Pogradec                     |

### Qark Kukës
| Alte Gemeinde | Art     | Veränderung      | neue Gemeinde ab Sommer 2015 |
| ------------- | ------- | ---------------- | ---------------------------- |
| Fajza         | Komuna  | eingegliedert zu | Has                          |
| Gjinaj        | Komuna  | eingegliedert zu | Has                          |
| Golaj         | Komuna  | eingegliedert zu | Has                          |
| Kruma         | Bashkia | umbenannt in     | Has                          |

| Alte Gemeinde | Art     | Veränderung      | neue Gemeinde ab Sommer 2015 |
| ------------- | ------- | ---------------- | ---------------------------- |
| Arrën         | Komuna  | eingegliedert zu | Kukës                        |
| Bicaj         | Komuna  | eingegliedert zu | Kukës                        |
| Bushtrica     | Komuna  | eingegliedert zu | Kukës                        |
| Grykë-Çaja    | Komuna  | eingegliedert zu | Kukës                        |
| Kalis         | Komuna  | eingegliedert zu | Kukës                        |
| Kukës         | Bashkia | bleibt           | Kukës                        |
| Kolsh         | Komuna  | eingegliedert zu | Kukës                        |
| Malzi         | Komuna  | eingegliedert zu | Kukës                        |
| Shishtavec    | Komuna  | eingegliedert zu | Kukës                        |
| Shtiqën       | Komuna  | eingegliedert zu | Kukës                        |
| Surroj        | Komuna  | eingegliedert zu | Kukës                        |
| Tërthora      | Komuna  | eingegliedert zu | Kukës                        |
| Topojan       | Komuna  | eingegliedert zu | Kukës                        |
| Ujmisht       | Komuna  | eingegliedert zu | Kukës                        |
| Zapod         | Komuna  | eingegliedert zu | Kukës                        |

| Alte Gemeinde | Art     | Veränderung      | neue Gemeinde ab Sommer 2015 |
| ------------- | ------- | ---------------- | ---------------------------- |
| Bajram Curr   | Bashkia | umbenannt in     | Tropoja                      |
| Bujan         | Komuna  | eingegliedert zu | Tropoja                      |
| Bytyç         | Komuna  | eingegliedert zu | Tropoja                      |
| Fierza        | Komuna  | eingegliedert zu | Tropoja                      |
| Lekbibaj      | Komuna  | eingegliedert zu | Tropoja                      |
| Llugaj        | Komuna  | eingegliedert zu | Tropoja                      |
| Margegaj      | Komuna  | eingegliedert zu | Tropoja                      |
| Tropoja       | Komuna  | eingegliedert zu | Tropoja                      |

### Qark Lezha
| Alte Gemeinde | Art     | Veränderung      | neue Gemeinde ab Sommer 2015 |
| ------------- | ------- | ---------------- | ---------------------------- |
| Fushë-Kuqja   | Komuna  | eingegliedert zu | Kurbin                       |
| Laç           | Bashkia | umbenannt in     | Kurbin                       |
| Mamurras      | Bashkia | eingegliedert zu | Kurbin                       |
| Milot         | Komuna  | eingegliedert zu | Kurbin                       |

| Alte Gemeinde | Art     | Veränderung      | neue Gemeinde ab Sommer 2015 |
| ------------- | ------- | ---------------- | ---------------------------- |
| Balldren i ri | Komuna  | eingegliedert zu | Lezha                        |
| Blinisht      | Komuna  | eingegliedert zu | Lezha                        |
| Dajç          | Komuna  | eingegliedert zu | Lezha                        |
| Kallmet       | Komuna  | eingegliedert zu | Lezha                        |
| Kolsh         | Komuna  | eingegliedert zu | Lezha                        |
| Lezha         | Bashkia | bleibt           | Lezha                        |
| Shëngjin      | Komuna  | eingegliedert zu | Lezha                        |
| Shënkoll      | Komuna  | eingegliedert zu | Lezha                        |
| Ungrej        | Komuna  | eingegliedert zu | Lezha                        |
| Zejmen        | Komuna  | eingegliedert zu | Lezha                        |

| Alte Gemeinde | Art     | Veränderung      | neue Gemeinde ab Sommer 2015 |
| ------------- | ------- | ---------------- | ---------------------------- |
| Fan           | Komuna  | eingegliedert zu | Gemeinde Mirdita             |
| Kaçinar       | Komuna  | eingegliedert zu | Gemeinde Mirdita             |
| Kthella       | Komuna  | eingegliedert zu | Gemeinde Mirdita             |
| Orosh         | Komuna  | eingegliedert zu | Gemeinde Mirdita             |
| Rrëshen       | Bashkia | umbenannt in     | Gemeinde Mirdita             |
| Rubik         | Bashkia | eingegliedert zu | Gemeinde Mirdita             |
| Selita        | Komuna  | eingegliedert zu | Gemeinde Mirdita             |

### Qark Shkodra
| Alte Gemeinde          | Art     | Veränderung      | neue Gemeinde ab Sommer 2015 |
| ---------------------- | ------- | ---------------- | ---------------------------- |
| Gruemira               | Komuna  | eingegliedert zu | Gemeinde Malësia e Madhe     |
| Kastrat                | Komuna  | eingegliedert zu | Gemeinde Malësia e Madhe     |
| Kelmend                | Komuna  | eingegliedert zu | Gemeinde Malësia e Madhe     |
| Koplik                 | Bashkia | umbenannt in     | Gemeinde Malësia e Madhe     |
| Qendër Malësia e Madhe | Komuna  | eingegliedert zu | Gemeinde Malësia e Madhe     |
| Shkrel                 | Komuna  | eingegliedert zu | Gemeinde Malësia e Madhe     |

| Alte Gemeinde | Art     | Veränderung      | neue Gemeinde ab Sommer 2015 |
| ------------- | ------- | ---------------- | ---------------------------- |
| Blerim        | Komuna  | eingegliedert zu | Fushë-Arrëz                  |
| Fierza        | Komuna  | eingegliedert zu | Fushë-Arrëz                  |
| Fushë-Arrëz   | Bashkia | eingegliedert zu | Fushë-Arrëz                  |
| Gjegjan       | Komuna  | eingegliedert zu | Puka                         |
| Iballa        | Komuna  | eingegliedert zu | Fushë-Arrëz                  |
| Puka          | Bashkia | bleibt           | Puka                         |
| Qafë Mal      | Komuna  | eingegliedert zu | Fushë-Arrëz                  |
| Qelëz         | Komuna  | eingegliedert zu | Puka                         |
| Qerret        | Komuna  | eingegliedert zu | Puka                         |
| Rrapa         | Komuna  | eingegliedert zu | Puka                         |

| Alte Gemeinde | Art     | Veränderung      | neue Gemeinde ab Sommer 2015 |
| ------------- | ------- | ---------------- | ---------------------------- |
| Ana Malit     | Komuna  | eingegliedert zu | Shkodra                      |
| Barbullush    | Komuna  | eingegliedert zu | Vau-Deja                     |
| Bërdica       | Komuna  | eingegliedert zu | Shkodra                      |
| Bushat        | Komuna  | eingegliedert zu | Vau-Deja                     |
| Dajç          | Komuna  | eingegliedert zu | Shkodra                      |
| Guri i zi     | Komuna  | eingegliedert zu | Shkodra                      |
| Hajmel        | Komuna  | eingegliedert zu | Vau-Deja                     |
| Postriba      | Komuna  | eingegliedert zu | Shkodra                      |
| Pult          | Komuna  | eingegliedert zu | Shkodra                      |
| Rrethina      | Komuna  | eingegliedert zu | Shkodra                      |
| Shala         | Komuna  | eingegliedert zu | Shkodra                      |
| Shkodra       | Bashkia | bleibt           | Shkodra                      |
| Shllak        | Komuna  | eingegliedert zu | Vau-Deja                     |
| Shosh         | Komuna  | eingegliedert zu | Shkodra                      |
| Temal         | Komuna  | eingegliedert zu | Vau-Deja                     |
| Vau-Deja      | Bashkia | bleibt           | Vau-Deja                     |
| Velipoja      | Komuna  | eingegliedert zu | Shkodra                      |
| Vig-Mnela     | Komuna  | eingegliedert zu | Vau-Deja                     |

### Qark Tirana
| Alte Gemeinde | Art     | Veränderung      | neue Gemeinde ab Sommer 2015 |
| ------------- | ------- | ---------------- | ---------------------------- |
| Golem         | Komuna  | eingegliedert zu | Kavaja                       |
| Gosa          | Komuna  | eingegliedert zu | Rrogozhina                   |
| Helmës        | Komuna  | eingegliedert zu | Kavaja                       |
| Kavaja        | Bashkia | bleibt           | Kavaja                       |
| Kryevidh      | Komuna  | eingegliedert zu | Rrogozhina                   |
| Lekaj         | Komuna  | eingegliedert zu | Rrogozhina                   |
| Luz i vogël   | Komuna  | eingegliedert zu | Kavaja                       |
| Rrogozhina    | Bashkia | bleibt           | Rrogozhina                   |
| Sinaballaj    | Komuna  | eingegliedert zu | Rrogozhina                   |
| Synej         | Komuna  | eingegliedert zu | Kavaja                       |

| Alte Gemeinde | Art     | Veränderung      | neue Gemeinde ab Sommer 2015 |
| ------------- | ------- | ---------------- | ---------------------------- |
| Baldushk      | Komuna  | eingegliedert zu | Tirana                       |
| Bërzhita      | Komuna  | eingegliedert zu | Tirana                       |
| Bërxull       | Komuna  | eingegliedert zu | Vora                         |
| Dajt          | Komuna  | eingegliedert zu | Tirana                       |
| Farka         | Komuna  | eingegliedert zu | Tirana                       |
| Kamza         | Bashkia | bleibt           | Kamza                        |
| Kashar        | Komuna  | eingegliedert zu | Tirana                       |
| Krraba        | Komuna  | eingegliedert zu | Tirana                       |
| Ndroq         | Komuna  | eingegliedert zu | Tirana                       |
| Paskuqan      | Komuna  | eingegliedert zu | Kamza                        |
| Petrela       | Komuna  | eingegliedert zu | Tirana                       |
| Peza          | Komuna  | eingegliedert zu | Tirana                       |
| Preza         | Komuna  | eingegliedert zu | Vora                         |
| Shëngjergj    | Komuna  | eingegliedert zu | Tirana                       |
| Tirana        | Bashkia | bleibt           | Tirana                       |
| Vaqarr        | Komuna  | eingegliedert zu | Tirana                       |
| Vora          | Vora    | bleibt           | Vora                         |
| Zall-Bastar   | Komuna  | eingegliedert zu | Tirana                       |
| Zall-Herr     | Komuna  | eingegliedert zu | Tirana                       |

### Qark Vlora
| Alte Gemeinde | Art     | Veränderung      | neue Gemeinde ab Sommer 2015 |
| ------------- | ------- | ---------------- | ---------------------------- |
| Delvina       | Bashkia | bleibt           | Delvina                      |
| Finiq         | Komuna  | bleibt           | Finiq                        |
| Mesopotam     | Komuna  | eingegliedert zu | Finiq                        |
| Vergo         | Komuna  | eingegliedert zu | Delvina                      |

| Alte Gemeinde | Art     | Veränderung      | neue Gemeinde ab Sommer 2015 |
| ------------- | ------- | ---------------- | ---------------------------- |
| Aliko         | Komuna  | eingegliedert zu | Finiq                        |
| Dhivër        | Komuna  | eingegliedert zu | Finiq                        |
| Konispol      | Bashkia | bleibt           | Konispol                     |
| Ksamil        | Komuna  | eingegliedert zu | Saranda                      |
| Livadhja      | Komuna  | eingegliedert zu | Finiq                        |
| Lukova        | Komuna  | eingegliedert zu | Himara                       |
| Markat        | Komuna  | eingegliedert zu | Konispol                     |
| Saranda       | Bashkia | bleibt           | Saranda                      |
| Xarra         | Komuna  | eingegliedert zu | Konispol                     |

| Alte Gemeinde | Art     | Veränderung      | neue Gemeinde ab Sommer 2015 |
| ------------- | ------- | ---------------- | ---------------------------- |
| Armen         | Komuna  | eingegliedert zu | Selenica                     |
| Brataj        | Komuna  | eingegliedert zu | Selenica                     |
| Himara        | Bashkia | bleibt           | Himara                       |
| Horë-Vranisht | Komuna  | eingegliedert zu | Himara                       |
| Kota          | Komuna  | eingegliedert zu | Selenica                     |
| Novosela      | Komuna  | eingegliedert zu | Vlora                        |
| Orikum        | Bashkia | eingegliedert zu | Vlora                        |
| Qendër Vlora  | Komuna  | eingegliedert zu | Vlora                        |
| Selenica      | Bashkia | bleibt           | Selenica                     |
| Sevaster      | Komuna  | eingegliedert zu | Selenica                     |
| Shushica      | Komuna  | eingegliedert zu | Vlora                        |
| Vllahina      | Komuna  | eingegliedert zu | Selenica                     |
| Vlora         | Bashkia | bleibt           | Vlora                        |